# Renault Sport

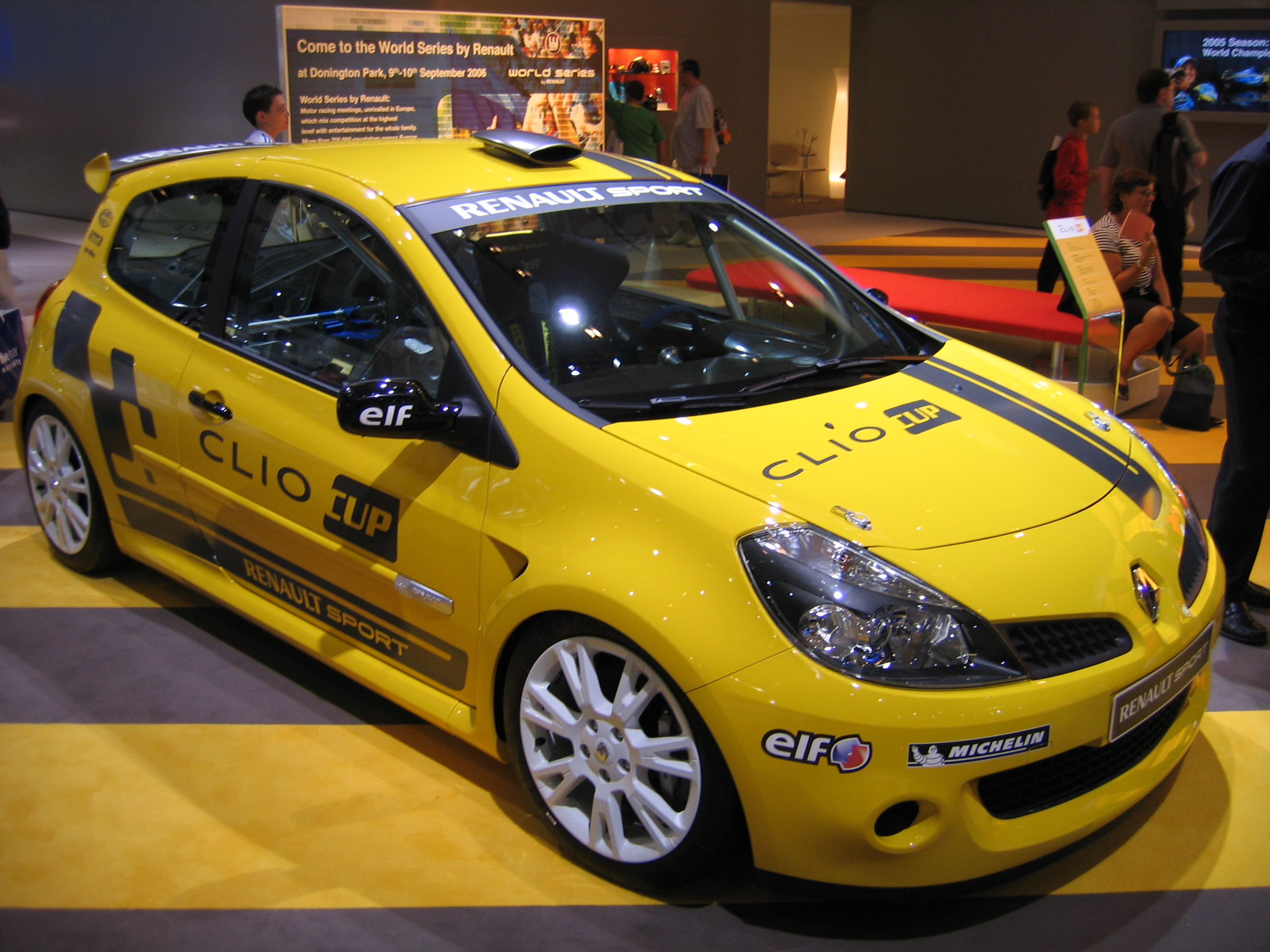
Renault Clio voor de Clio Cup

Renault Sport Technologies (beter bekend als Renault Sport of RST) is de motorsportdivisie van Renault. Renaults Formule 1-team Renault F1 is echter geen deel van Renault Sport.
Renault Sport organiseerde onder andere de Renault Clio Cup, World Series by Renault, Eurocup Mégane Trophy, Formule Renault 2.0 en het Renaultteam van de 24 uur van Le Mans.